# Ea (Hiszpania)
Ea – gmina w Hiszpanii, w prowincji Biskaja, w Kraju Basków, o powierzchni 14,17 km². W 2011 roku gmina liczyła 886 mieszkańców.